# 8人的戰士
《8人的戰士》是日本漫畫家池玲文創作的BL類型漫畫，日文版由libre在2019年出版，中文版由青文出版社在2021年發行。故事背景為虛構群島，當地每四年一次會舉辦比賽來決定新的國王，八位代表不同部族的男性將在此一決高下，先達到性高潮的人便會落敗。

## 劇情
《8人的戰士》故事背景位於一個八座島嶼組成的群島上，在20世紀末才被外界所發現。島嶼上的八個部族互相聯盟，每四年會透過比賽選出勝者，擔任管理群島的王，他們會進行一對一決鬥，先讓對方射精的人便能獲勝。參賽者會穿上可保護自己下體的盔甲進行對決。故事主角是寶玉族的哈特，他曾在國外留學四年，學到了這座群島所不知道的獨特技術──前列腺高潮，並以此參賽。

## 出版書籍
| 冊數 | libre         | libre                  | 青文出版社   | 青文出版社             |
| 冊數 | 發售日期      | ISBN                   | 發售日期     | ISBN                   |
| ---- | ------------- | ---------------------- | ------------ | ---------------------- |
| 1    | 2019年3月9日  | ISBN 978-4-79-974251-8 | 2021年1月7日 | ISBN 978-986-512-679-7 |
| 2    | 2021年2月10日 | ISBN 978-4-79-975129-9 |              |                        |

## 迴響
該作品獲得不少正面評價，Briana Lawrence在《The Mary Sue》中撰文稱讚故事的背景設定、幽默元素和故事情節。Rebecca Silverman在《動畫新聞網》撰文表示，雖然這部作品不是她平常會看的類型，但作品很有趣，有著荒謬的幽默感。她給第一集的評分是3顆星（滿分為5顆星）。在同篇文章中，Lynzee Loveridge評論道「在閱讀的過程中我數度大笑，作品很吸引人」，不過她並未給出評分，因為她認為單靠幾顆星星無法解釋這獨特的鬥劍文化。
英文版的《8人的戰士》（譯為：Dick Fight Island）第一集登上亞馬遜書籍暢銷榜中「浪漫漫畫」和「Yaoi 與LGBTQ+漫畫」類的榜首，而在「動作冒險類漫畫」中排名第二。池玲文對此在推特上以英語發布感謝訊息，並發布了一張該作品角色的GIF圖來表示謝意。

## 外部連結
- 8人的戰士（漫畫）在動畫新聞網百科全書中的資料（英文）